# The Devil Went Down to Georgia
"The Devil Went Down to Georgia" is een nummer van de Amerikaanse band The Charlie Daniels Band. Het nummer werd uitgebracht op hun album Million Mile Reflections uit 1979. Op 21 mei van dat jaar werd het nummer uitgebracht als de eerste single van het album.

## Achtergrond
"The Devil Went Down to Georgia" is geschreven door alle leden van The Charlie Daniels Band en geproduceerd door John Boylan. Het nummer gaat over een poging van de duivel om de ziel van een jonge man te stelen door middel van een duel waarin de twee viool tegen elkaar spelen. De duivel belooft de man, genaamd Johnny, een gouden viool te geven als hij wint, maar als hij verliest, krijgt de duivel zijn ziel. Johnny wint uiteindelijk en daagt de duivel uit voor een nieuw duel in de toekomst.
Het verhaal van "The Devil Went Down to Georgia" is afgeleid van het traditionele pact met de duivel-motief. Charlie Daniels vertelde over het nummer: "Ik weet niet waar het vandaan kwam, maar het kwam gewoon. Nou ja, ik denk dat ik misschien wel weet waar het vandaan komt, het is misschien afkomstig van een oud gedicht, 'The Mountain Whippoorwill', dat Stephen Vincent Benét jaren geleden (in 1925) schreef, dat ik op de middelbare school had."
"The Devil Went Down to Georgia" groeide uit tot de grootste hit van de band en bereikte de derde plaats in de Amerikaanse Billboard Hot 100, terwijl in het Verenigd Koninkrijk plaats 14 werd bereikt. In Nederland kwam de single tot plaats 25 in de Top 40 en plaats 34 in de Nationale Hitparade. In 1980 ontving het nummer een Grammy Award in de categorie Best Country Performance by a Duo or Group with Vocal. In 1980 werd het nummer gebruikt in de film Urban Cowboy. In 1998 werd het opnieuw als single uitgebracht, maar kwam het slechts tot plaats 60 in de Amerikaanse Hot Country Songs-lijst.
"The Devil Went Down to Georgia" is gecoverd en geparodieerd door vele artiesten, waaronder Adrenaline Mob, Alvin and the Chipmunks, Blues Traveler, The Levellers, Muppets, Primus, Jerry Reed, Stringfever en Toy Dolls. Tevens kwamen parodieën voor in de televisieseries Futurama en Robot Chicken.

## Hitnoteringen

### Nederlandse Top 40
| Hitnotering: 17-11-1979 t/m 08-12-1979 | Hitnotering: 17-11-1979 t/m 08-12-1979 | Hitnotering: 17-11-1979 t/m 08-12-1979 | Hitnotering: 17-11-1979 t/m 08-12-1979 | Hitnotering: 17-11-1979 t/m 08-12-1979 | Hitnotering: 17-11-1979 t/m 08-12-1979 |
| Week                                   | 1                                      | 2                                      | 3                                      | 4                                      |                                        |
| -------------------------------------- | -------------------------------------- | -------------------------------------- | -------------------------------------- | -------------------------------------- | -------------------------------------- |
| Positie                                | 30                                     | 28                                     | 25                                     | 28                                     | uit                                    |

### Nationale Hitparade
| Hitnotering: 03-11-1979 t/m 15-12-1979 | Hitnotering: 03-11-1979 t/m 15-12-1979 | Hitnotering: 03-11-1979 t/m 15-12-1979 | Hitnotering: 03-11-1979 t/m 15-12-1979 | Hitnotering: 03-11-1979 t/m 15-12-1979 | Hitnotering: 03-11-1979 t/m 15-12-1979 | Hitnotering: 03-11-1979 t/m 15-12-1979 | Hitnotering: 03-11-1979 t/m 15-12-1979 | Hitnotering: 03-11-1979 t/m 15-12-1979 |
| Week                                   | 1                                      | 2                                      | 3                                      | 4                                      | 5                                      | 6                                      | 7                                      |                                        |
| -------------------------------------- | -------------------------------------- | -------------------------------------- | -------------------------------------- | -------------------------------------- | -------------------------------------- | -------------------------------------- | -------------------------------------- | -------------------------------------- |
| Positie                                | 48                                     | 43                                     | 40                                     | 36                                     | 34                                     | 34                                     | 43                                     | uit                                    |

### NPO Radio 2 Top 2000
| Nummer met noteringen in de NPO Radio 2 Top 2000 | '99 | '00 | '01 | '02 | '03  | '04  | '05  | '06  | '07  | '08  | '09  | '10  | '11  | '12  | '13  | '14  | '15  | '16  | '17  |
| ------------------------------------------------ | --- | --- | --- | --- | ---- | ---- | ---- | ---- | ---- | ---- | ---- | ---- | ---- | ---- | ---- | ---- | ---- | ---- | ---- |
| The Devil Went Down to Georgia                   | 754 | -   | 607 | 878 | 1209 | 1235 | 1395 | 1328 | 1410 | 1282 | 1214 | 1293 | 1472 | 1504 | 1477 | 1232 | 1618 | 1652 | 1461 |

1. ↑  Een '-' betekent dat het nummer niet was genoteerd en een vetgedrukt getal geeft de hoogste notering aan.
2. ↑  Deze tabel is bijgewerkt tot en met de laatste editie (2024).